# Pietro I di Serbia
Pietro Karađorđević (in lingua serba, Петар Карађорђевић) (Belgrado, 29 giugno 1844 – Belgrado, 16 agosto 1921), nel 1903 assunse il titolo di re di Serbia, per poi divenire re dei Serbi, dei Croati e degli Sloveni, dal 1918 fino alla sua morte.

## Biografia

### Giovinezza
Pietro nacque a Belgrado il 29 giugno 1844, figlio del Principe regnante di Serbia, Aleksandar Karađorđević e di Persida Nenadović; con la morte del fratello maggiore Svetozar, avvenuta nel 1847, divenne principe ereditario, titolo che detenne fino al 1858, quando il padre fu detronizzato e costretto a partire in esilio, e con lui suo figlio.

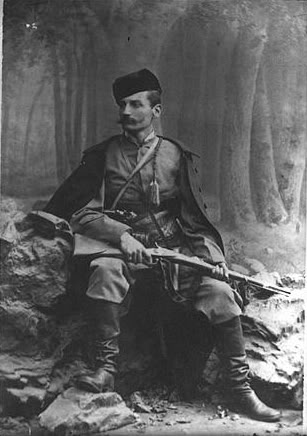
Pietro Karađorđević nel 1875.

Pietro andò a vivere prima a Ginevra, dove frequentò il Venel-Olivier Institute e poi a Parigi nel 1861, dove frequentò il Collège Sainte-Barbe. Sempre in Francia, andò nella prestigiosa accademia militare Saint-Cyr, prestando servizio come Tenente dell'Esercito francese durante la Guerra franco-prussiana, venendo decorato della Legion d'Onore per il suo eroismo.
Durante il suo soggiorno nella capitale francese mostrò interesse per la fotografia e la pittura e continuò ad approfondire la sua formazione militare e politica. Ciò ampliò le sue opinioni sul liberalismo, sul parlamentarismo, sulla democrazia e sulle sue istituzioni. All'inizio del 1868 stampò la sua traduzione del saggio di John Stuart Mill "Sulla libertà", con la sua prefazione, che in seguito divenne il suo programma politico. Quando le etnie serbe della Bosnia si ribellarono ai Turchi nel 1875, Pietro organizzò un gruppo di volontari per assisterli . Nel 1883 divenne Senatore onorario del Montenegro, consolidando i legami dinastici con la casa reale montenegrina sposando la principessa Zorka.

### Matrimonio

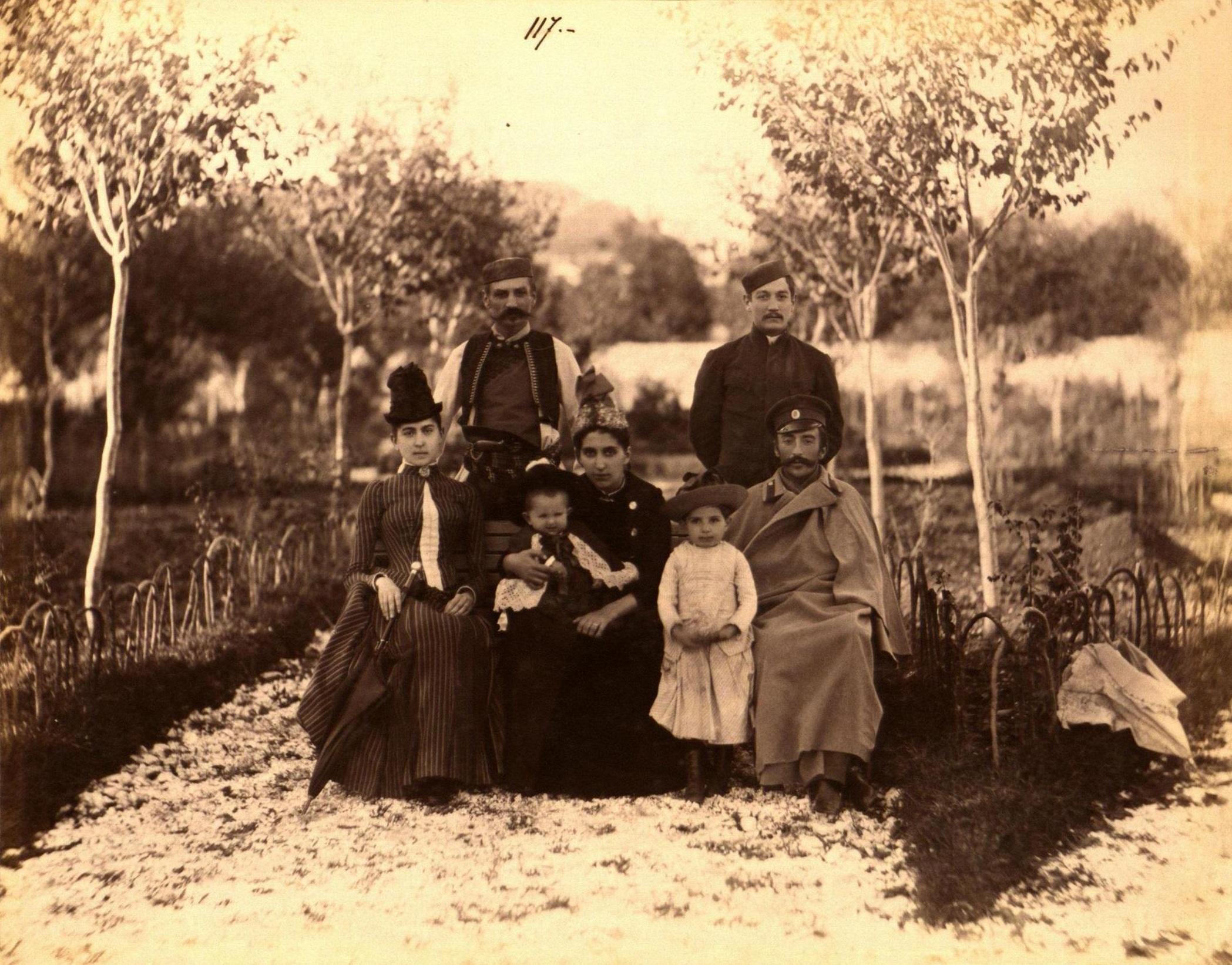
Pietro e Zorka in una fotografia del 1890, a Cettigne in Montenegro.

L'11 agosto 1883 Pietro sposò a Cettigne, Zorka del Montenegro, figlia di Nicola I e della moglie Milena, allora principi sovrani montenegrini; dall'unione nacquero cinque figli, Elena, Milena, Giorgio, Alessandro e Andrea. Dopo un breve periodo a Parigi, la famiglia si trasferì a Cettigne, allora capitale montenegrina dove visse per dieci anni. Zorka morì nel 1890, quattro anni dopo Pietro, a causa della sua situazione finanziaria negativa, vendette la dimora parigina e si stabilì in Svizzera, a Ginevra, dove continuava a tenere contatti con la popolazione serba, soprattutto con Nikola Pasic, il leader del Partito Radicale.
Nel 1897 il principe Pietro si recò in Russia venendo ricevuto dallo zar Nicola II. Tre anni dopo cercò di raggiungere un accordo col re Alessandro di Serbia, appartenente alla dinastia Obrenović, riguardo al riconoscimento del titolo di principe e alla restituzione dei beni confiscati ai Karađorđević, ma il tutto non ebbe successo. Pietro intensificò la sua attività politica e nel 1901 intensificò gli sforzi per avvicinarsi all'Impero austro-ungarico, proponendo il suo programma politico.

### Regno

#### Ascesa al trono
Nel 1882 Milan Obrenović IV proclamò il Regno di Serbia, lasciandone la corona, quando morì nel 1889, al figlio che divenne Alessandro I, re di Serbia; durante il regno del sovrano si scatenò una crisi politica ma anche dinastica, poiché la coppia reale, Alessandro e la moglie, la regina Draga Mašin, non avevano avuto un figlio e quindi un possibile erede al trono. Così il monarca, in accordo col governo, stabilì che il principe Mirko del Montenegro, cognato di Pietro, divenisse il legittimo erede al trono serbo nel caso in cui la coppia reale non avesse avuto figli.

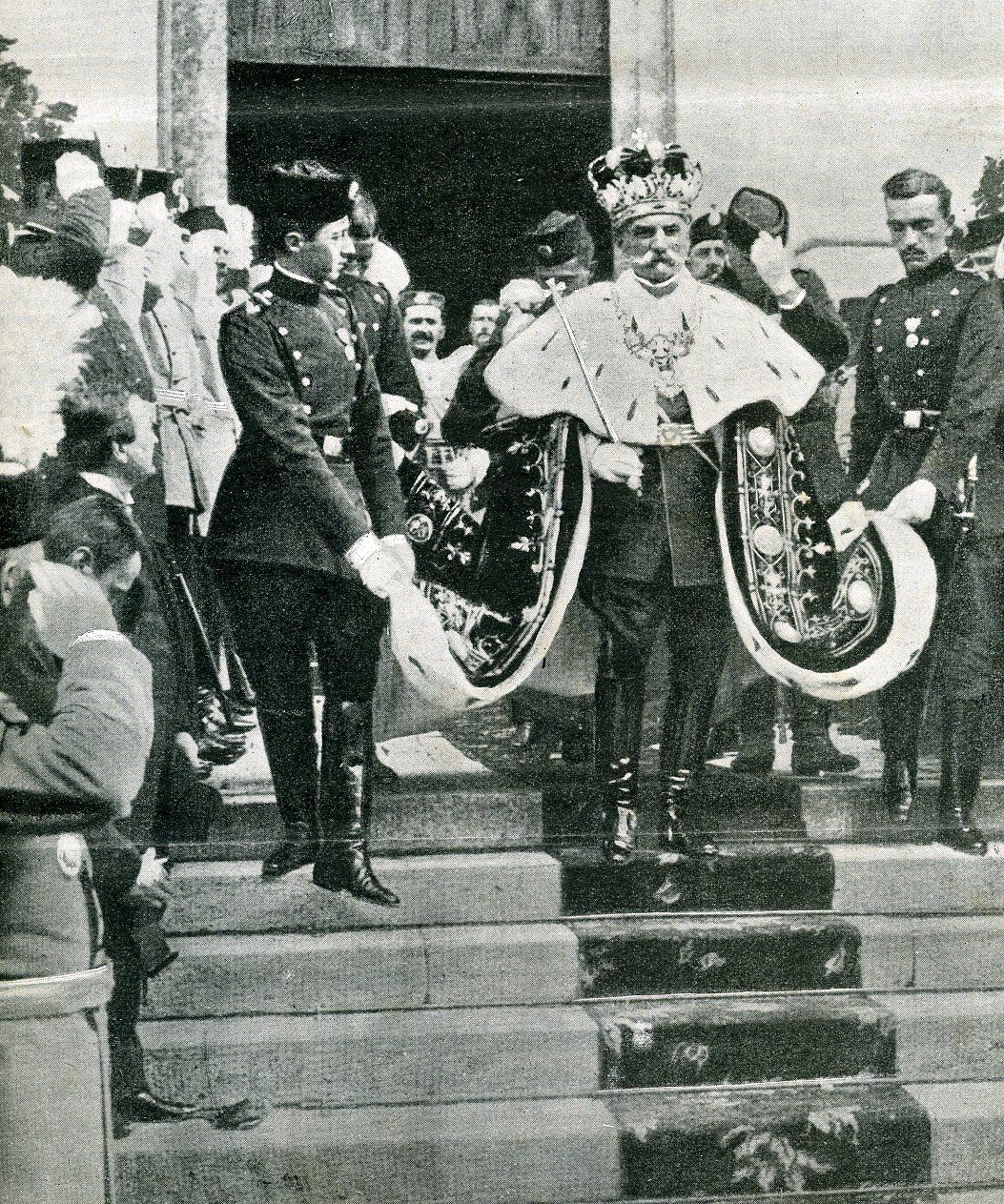
Incoronazione di re Pietro, 1903.

Il 28 maggio 1903 un gruppo di ufficiali dell'esercito serbo, tra cui Dragutin Dimitrijević, attuarono un colpo di Stato: i militari circondarono il Palazzo reale ed un gruppo appartenente al movimento della Mano Nera fecero irruzione nella residenza reale ed assassinarono il re e la regina. I loro corpi mutilati e i resti vennero gettati a pezzi dalle finestre della dimora, venendo poi sepolti nella Chiesa di San Marco a Belgrado. Il Parlamento nazionale proclamò ufficialmente Pietro Karađorđević quale Re di Serbia, il 15 giugno 1903. Dopo 45 anni la famiglia Karađorđević riacquistò la guida dello stato serbo, dando inizio a una nuova era di sviluppo. Il nuovo sovrano Pietro I affermò nella sua dichiarazione il giorno del giuramento: "Voglio essere un vero re costituzionale di Serbia"

#### Primi anni

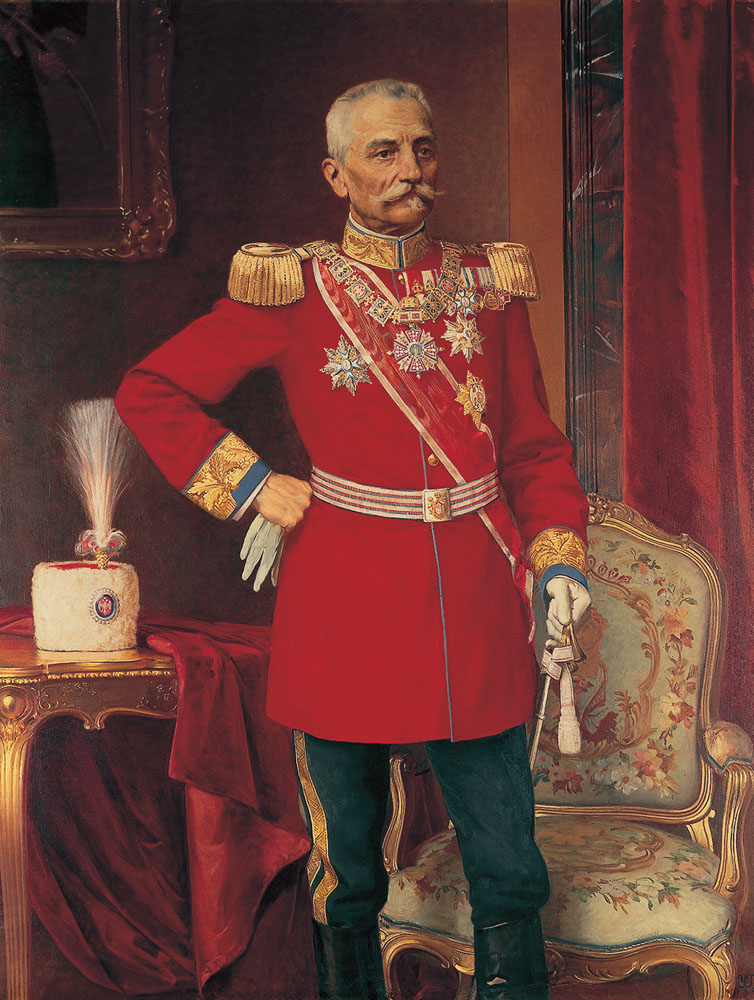
Dipinto di Pietro I di Serbia.

L’esperienza di una vita del Re, la sua educazione liberale e il suo rispetto per le tradizioni costituzionali e le regole parlamentari, lo resero un monarca rigorosamente costituzionale, nonostante una certa influenza di gruppi militari nella sua vita politica. Fece molto per promuovere il rapido consolidamento politico della Serbia dopo la rivolta del 1903. La costituzione del 1903 era una versione rivisitata della carta costituzionale del 1888, che a sua volta assomigliava alla costituzione belga approvata nel 1831, e ad altre costituzioni europee dell'epoca. Il governo fu scelto dalla maggioranza parlamentare e lo stesso re Pietro era favorevole a un governo di coalizione più ampio che avrebbe rafforzato la democrazia serba e contribuito a perseguire un percorso indipendente in politica estera, facendo affidamento su Russia e Francia invece che sull'Austria-Ungheria che, inizialmente benevola nei confronti del nuovo sovrano serbo, divenne ben presto un nemico dichiarato della Serbia, soprattutto dopo la crisi causata dall'annessione della Bosnia ed Erzegovina da parte degli austriaci, nel 1908. Il re di Serbia visitò San Pietroburgo e Parigi tra il 1910 ed il 1911, come un eroe sia della democrazia che dell'indipendenza nazionale. Pietro sviluppò il sistema di trasporto ferroviario e quello fluviale, incentivò la nascita di un'industria nazionale e diede impulso al commercio. Nel 1905 Pietro I strinse con la Bulgaria un accordo commerciale che, nel 1917, avrebbe dato vita ad un'unione doganale. Vienna rispose a questa politica con un embargo sulle carni suine serbe, al quale, a sua volta, la Serbia si adattò sviluppando l'industria conserviera, che permise di esportare altrove i suoi prodotti. Quella che fu definita la "guerra dei maiali" durò fino al 1911 e pose le basi per un intenso scontro diplomatico.

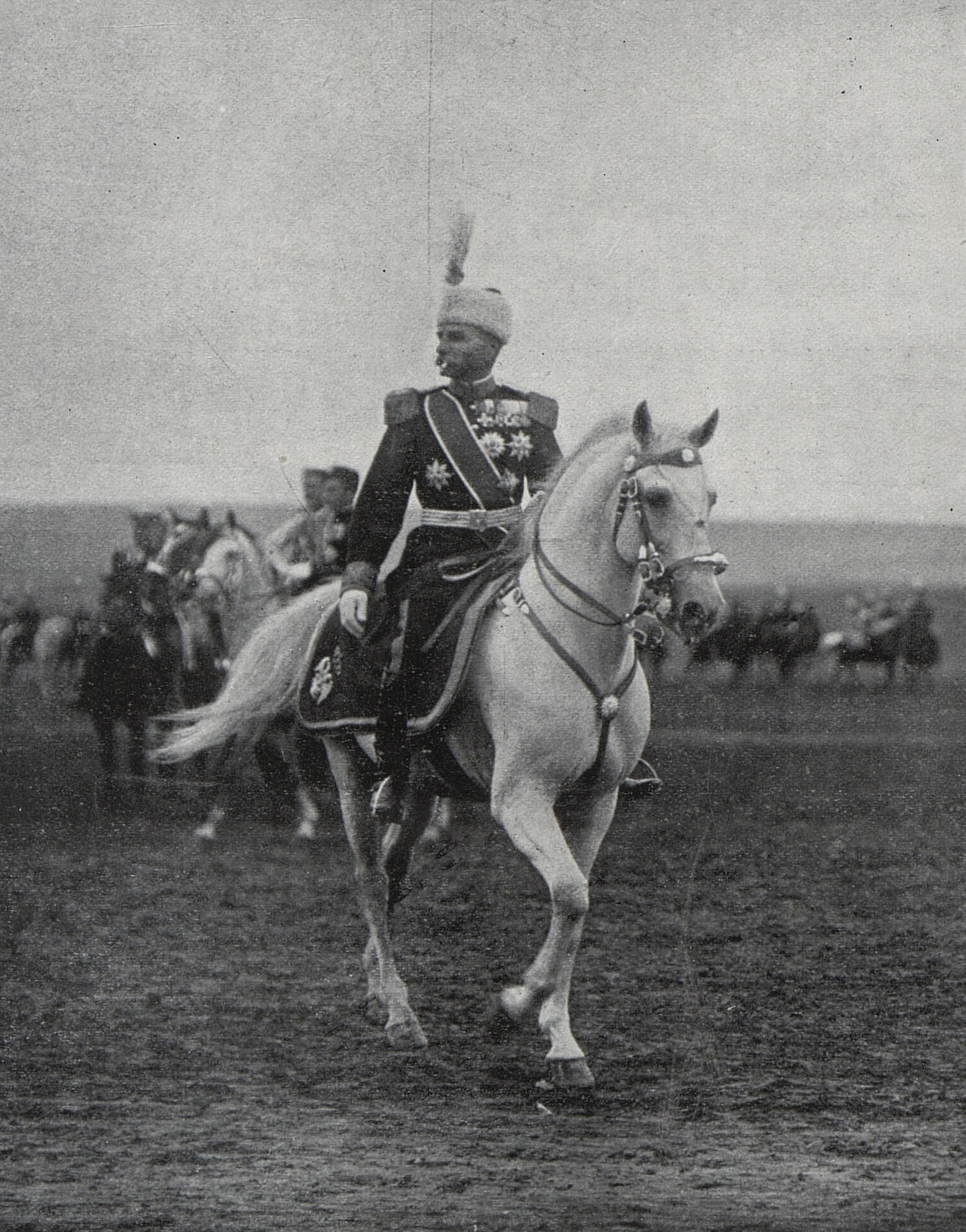
Il re di Serbia a cavallo nel 1908.

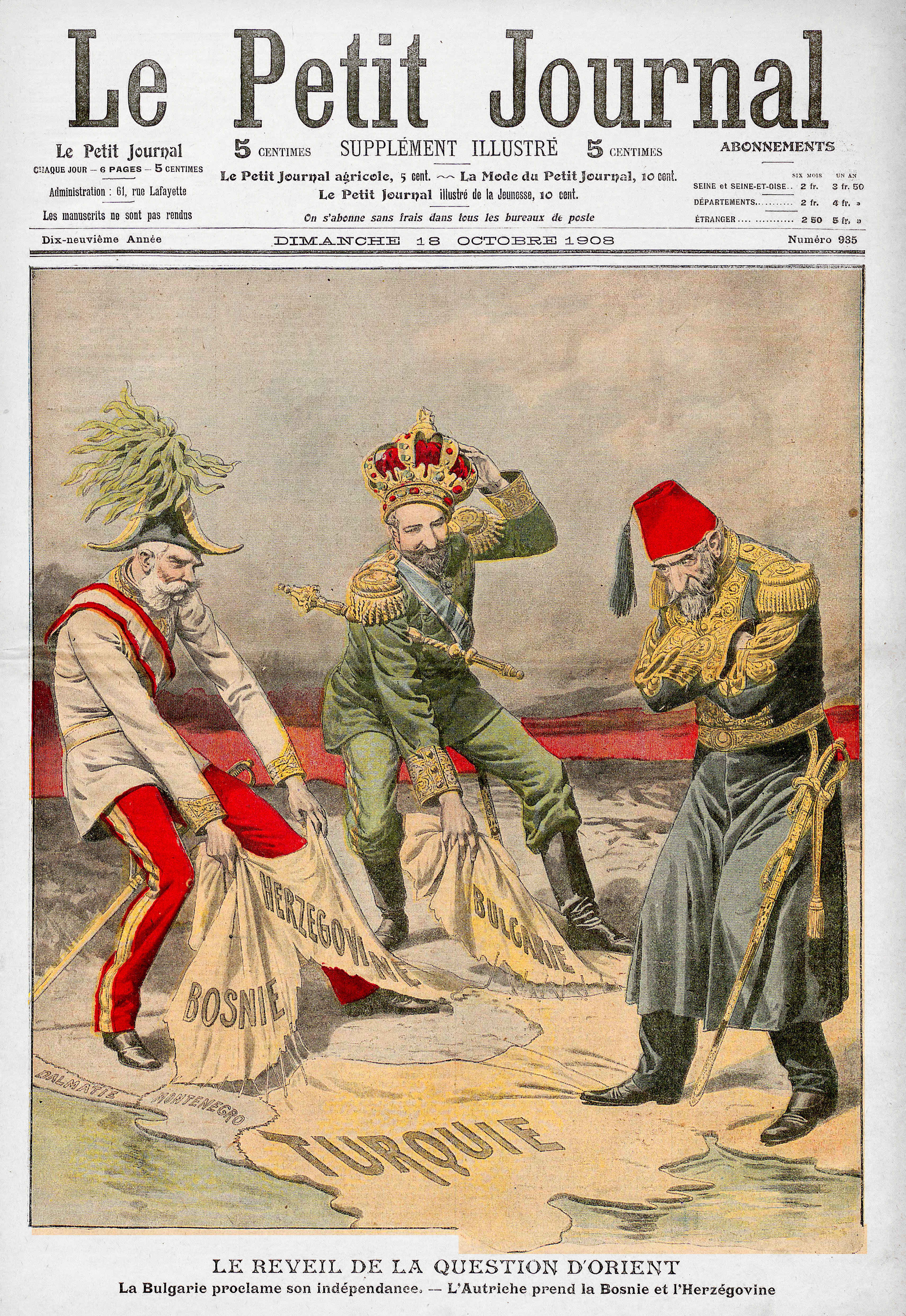
Illustrazione sulla crisi bosniaca.

Nel 1908, dopo trent'anni dal Congresso di Berlino che aveva stabilito l'occupazione austro-ungarica della Bosnia ottomana, il Ministro degli esteri austriaco von Ährenthal stabilì che la regione bosniaca dovesse essere annessa ed integrata nell'Impero. Si accordò col suo omologo russo Izvol'skij che, in cambio del placet di Vienna al passaggio delle navi militari russe negli stretti turchi, si impegnò a non contrastare l'annessione. Intanto nei territori della Bosnia e dell'Erzegovina la popolazione si oppose all'occupazione austriaca ed erano di conseguenza associazioni e movimenti di carattere panslavo. Il 6 ottobre 1908 l'Austria-Ungheria dichiarò l'unione della Bosnia con l'Impero, ed in seguito si scatenarono in Serbia grandi proteste: fu mobilitato l'esercito e il principe Giorgio si pose alla testa dei dimostranti. La stampa russa appoggiò le rivendicazioni serbe. Ben presto vennero coinvolti nella crisi anche il Regno Unito, la Francia, la Germania, il Montenegro e l'Italia, minacciando un conflitto armato. Gli interessi delle diverse potenze, dapprima tutte contrarie all'Austria-Ungheria, eccetto la Germania, fecero sì che, in cambio di diverse contropartite, si optasse a riconoscere l'annessione e di far evitare che la Serbia provocasse una guerra. Re Pietro, convinto dalle diplomazie europee, decise di rinunciare alle proteste. I rapporti, però, tra Serbia e Austria, già lontani dall'essere cooperativi, divennero ancor più tesi.

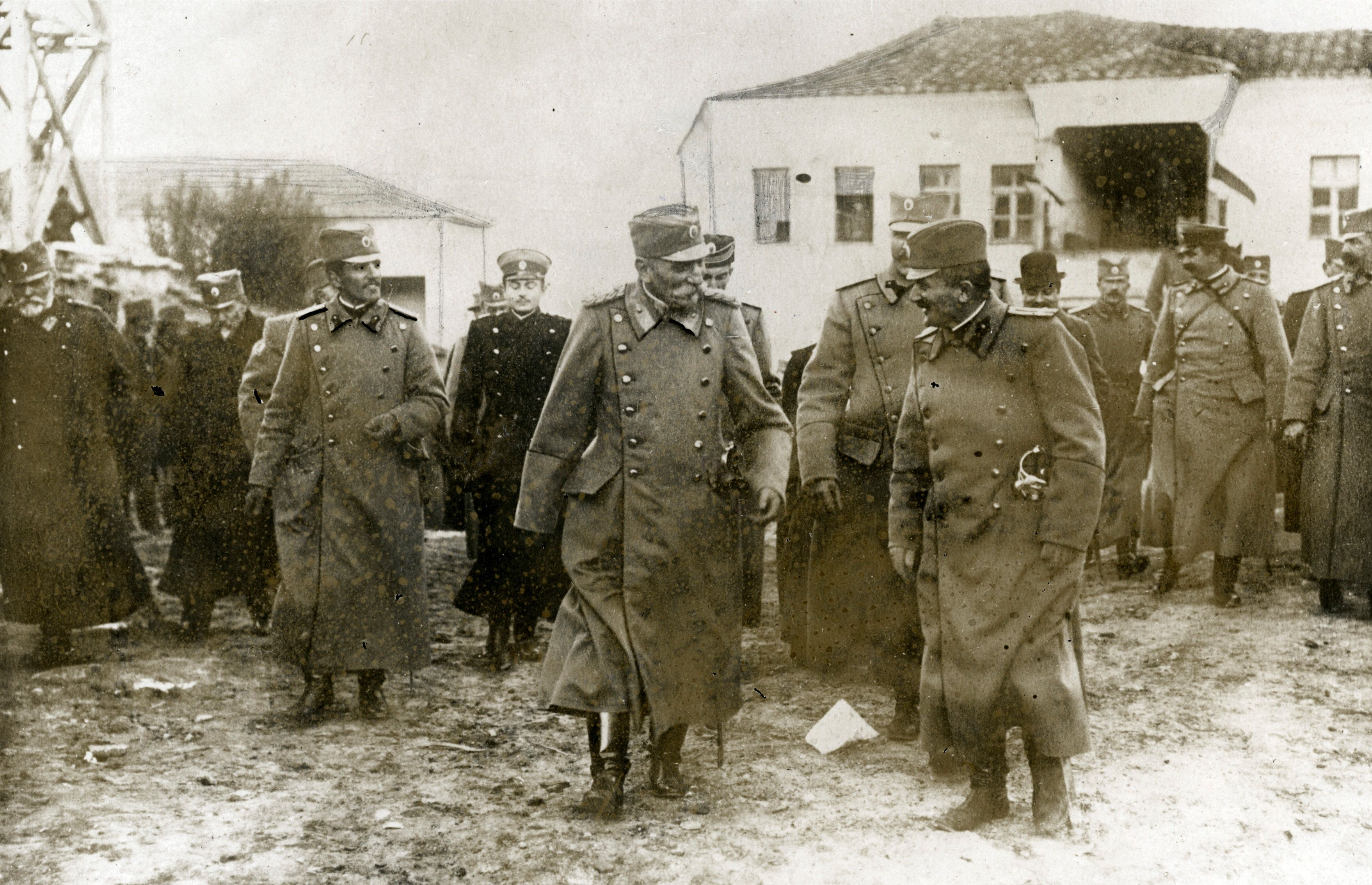
Pietro sul fronte balcanico.

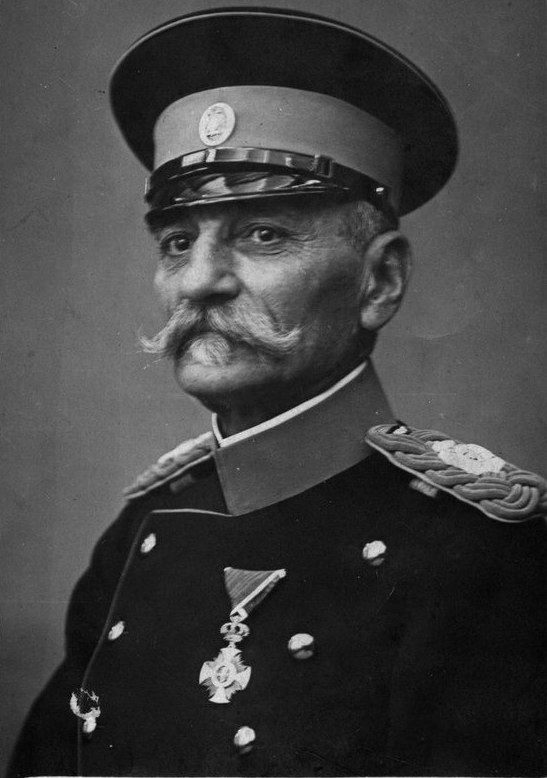
Re Pietro I in uniforme militare.

Gli anni tra l'ascesa al trono di Pietro e l'entrata nella Grande Guerra, sono ricordati dai serbi come “l’età dell’oro della democrazia serba”; tale periodo fu caratterizzato dalle illimitate libertà politiche, della libera stampa e dell’ascesa culturale tra gli slavi del sud, che vedevano nella Serbia democratica un paese che era capace di unificare tutte le etnie jugoslave (serbi, croati e sloveni). Il sovrano appoggiò il movimento di unificazione jugoslava, organizzando vari incontri culturali nella capitale serba. Nel 1905 la Grande Scuola (Velika Škola) della capitale serba, comprendente le facoltà di Giurisprudenza, Filosofia e Teologia, fu elevata a Università di Belgrado. Pietro ottenne un'enorme popolarità dopo le vittorie nelle due Guerre balcaniche, combattute tra il 1912 ed il 1913; il territorio della Serbia raddoppiò di dimensioni e il suo prestigio crebbe notevolmente tra gli slavi del sud, in particolare croati e sloveni, nonché i serbi che vivevano nell'Austria-Ungheria. Le vittorie serbe in queste guerre portarono alla liberazione del distretto di Raška, del Kosovo e della Metohija. e la Macedonia, e la loro unificazione con la Serbia. Il Re divenne il simbolo principale di questo successo politico, culturale e militare.  La politica fiscale, con un aumento delle imposizioni e il controllo sulle riscossioni, un attento bilancio tra entrate e uscite, un oculato ricorso al debito pubblico e un'attenta opera di finanziamenti esteri, riuscì a risanare le casse pubbliche che, all'inizio del regno di Pietro I erano esangui.

#### Ritiro dalla vita pubblica
Il 24 giugno 1914, re Pietro I decise di ritirarsi a causa della sua cattiva salute, affidando tutti i suoi compiti istituzionali nelle mani del figlio Alessandro, che divenne così Reggente di Serbia. Di tanto in tanto, quando la situazione militare diventava critica, visitava le trincee in prima linea per verificare il morale delle sue truppe. La sua visita alla linea del fuoco prima della battaglia di Kolubara, alla fine del 1914, sollevò il morale delle truppe serbe in ritirata e annunciò una controffensiva e una vittoria contro le più grandi forze austro-ungariche. Durante un'altra memorabile visita alle trincee nel 1915, re Pietro I prese un fucile e sparò ai nemici. Dopo l'invasione della Serbia da parte delle forze congiunte di Germania, Austria-Ungheria e Bulgaria nell'ottobre 1915, re Pietro I accompagnò l'esercito e migliaia di rifugiati civili nella loro drammatica ritirata invernale, attraverso gli altopiani albanesi, che costò migliaia di vite. 

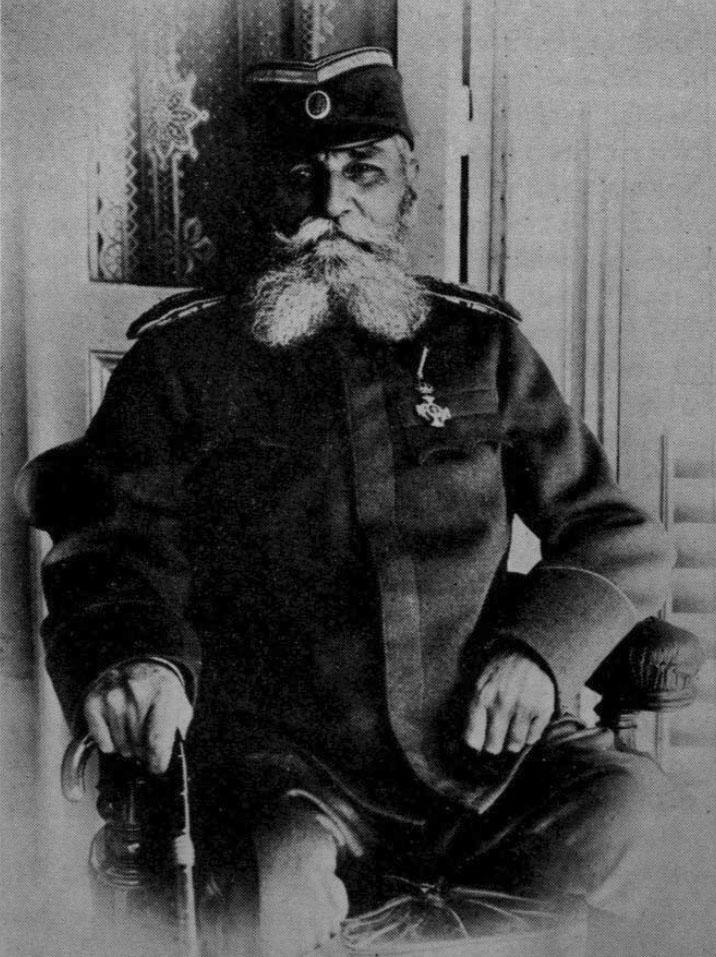
Pietro I negli ultimi anni.

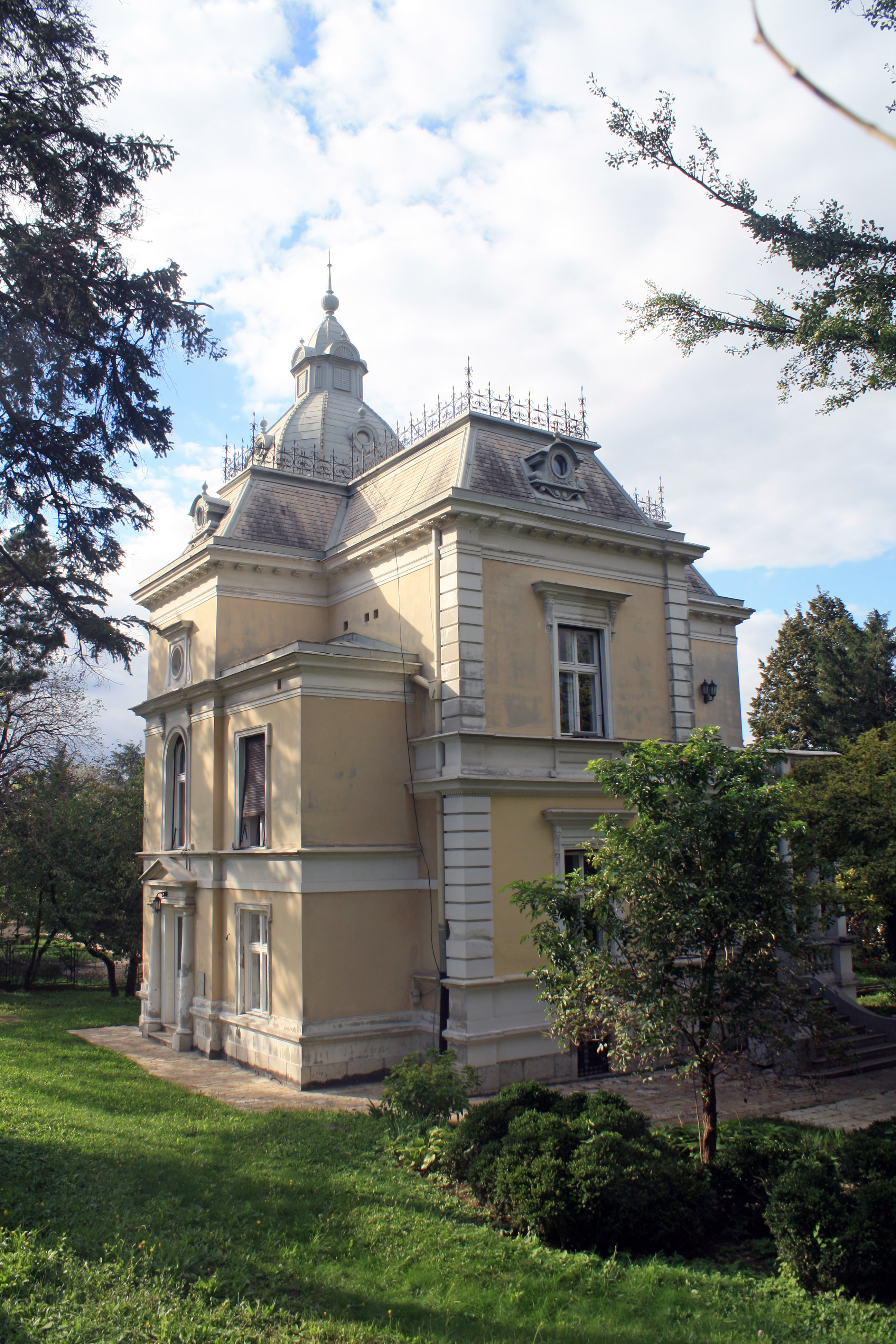
Dimora di Pietro I dal 1916 fino alla sua morte, avvenuta nel 1921.

All'inizio del 1916, il re e il suo esercito, stremati dal freddo e dalla fame, furono infine trasportati dagli Alleati, per lo più navi francesi e italiane, sull'isola greca di Corfù. Pietro I trascorse il resto della guerra a Corfù, a Salonicco e ad Atene. Durante il suo esilio sostenne i tentativi di Nikola Pašić e del figlio Alessandro, di sbarazzarsi dell'organizzazione "Mano Nera" nel cosiddetto Processo di Salonicco, quando i membri di spicco del movimento, tra cui il colonnello Dragutin Dimitrijevic, furono condannati con false accuse di aver pianificato un colpo di stato e assassinio del principe reggente, venendo poi condannato a morte. Tuttavia, visse abbastanza per assistere alla vittoria della Serbia alla fine del grande conflitto e alla liberazione della Serbia, insieme alla fondazione del nuovo regno, ovvero il Regno dei Serbi, Croati e Sloveni, di cui fu proclamato primo re. Pietro primo divenne così Sua Maestà, il Re dei Serbi, Croati e Sloveni.

### Morte

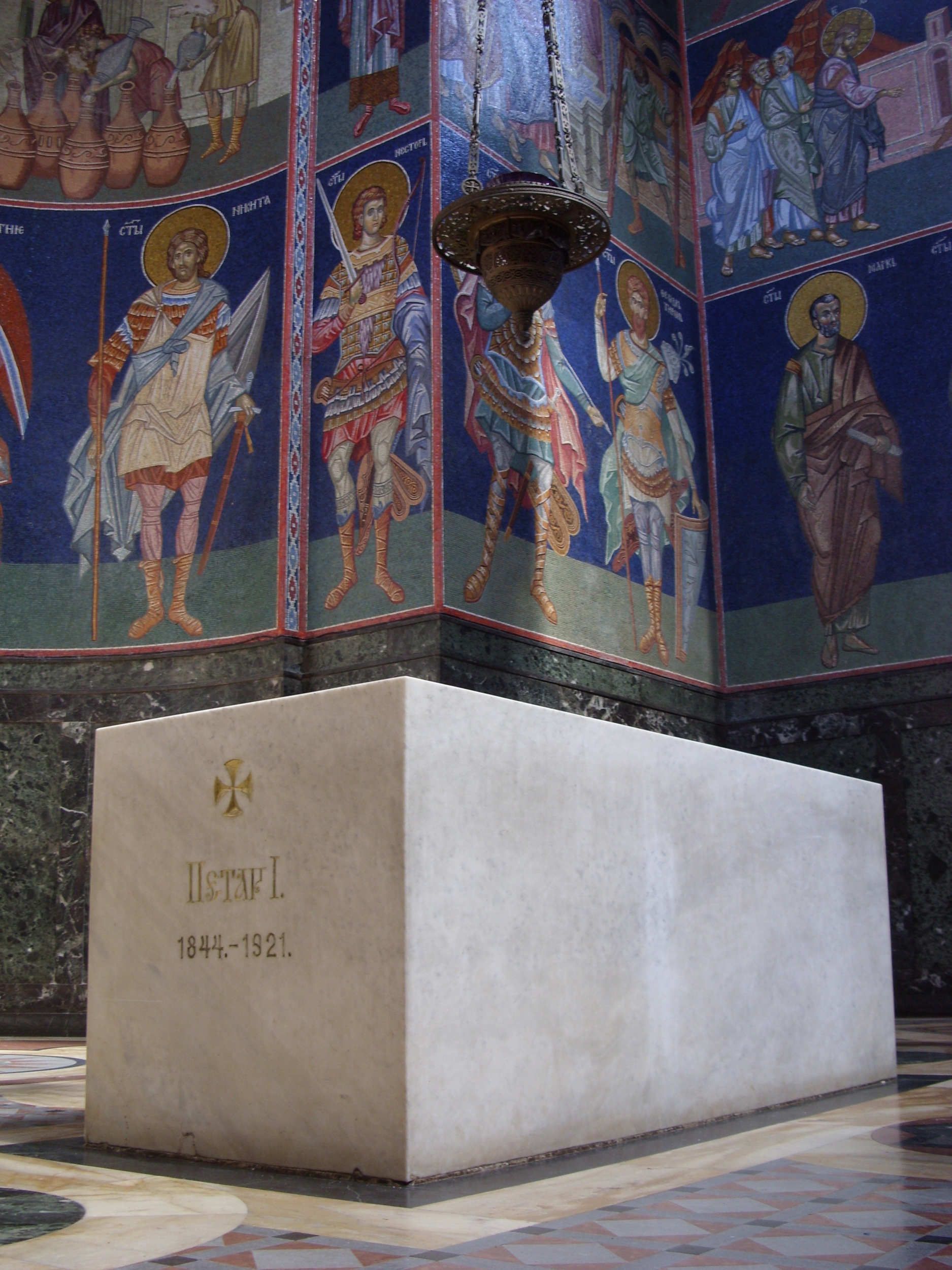
Tomba del re Pietro I di Serbia.

Nell'estate del 1919 Pietro, gravemente ammalato, fece il suo ingresso trionfale a Belgrado. Andò a vivere in una casa di campagna nei pressi del parco Topčider, poco distante dalla capitale, dove si spense il 16 agosto 1921. Fu tumulato nel Mausoleo reale di Oplenac. Pietro I fu membro della massoneria. A succedergli fu il secondogenito Alessandro che nel 1929 creò il Regno di Jugoslavia che cadrà poi nel 1945 sotto la corona del nipote Pietro II, re di Jugoslavia.

## Discendenza
Pietro e Zorka ebbero cinque figli:
- Elena (1884 - 1962)
- Milena (1886-1887)
- Giorgio (1887-1972)
- Alessandro  (1888-1934)
- Andrea (1890-1890)

## Ascendenza
|                               |                  |                     | Genitori           |  |  | Nonni                        |  |  | Bisnonni        |  |
|                               |                  |                     |                    |  |  | Principe Karađorđe di Serbia |  |  | Petar Jovanović |  |
|                               |                  |                     |                    |  |  | Principe Karađorđe di Serbia |  |  | Petar Jovanović |  |
|                               |                  | Marica Živković     |                    |  |  | Principe Karađorđe di Serbia |  |  |                 |  |
| Principe Alessandro di Serbia |                  |                     |                    |  |  | Principe Karađorđe di Serbia |  |  |                 |  |
|                               |                  | Jelena Jovanović    | Nikola Jovanović   |  |  |                              |  |  |                 |  |
|                               |                  | Jelena Jovanović    | Nikola Jovanović   |  |  |                              |  |  |                 |  |
|                               |                  | Jelena Jovanović    | Bosiljka           |  |  |                              |  |  |                 |  |
| Pietro I di Serbia            |                  | Jelena Jovanović    |                    |  |  |                              |  |  |                 |  |
|                               | Jevrem Nenadović | Jakov Nenadović     |                    |  |  |                              |  |  |                 |  |
|                               | Jevrem Nenadović | Jakov Nenadović     |                    |  |  |                              |  |  |                 |  |
|                               | Jevrem Nenadović | Nerandža            |                    |  |  |                              |  |  |                 |  |
| Persida Nenadović             | Jevrem Nenadović |                     |                    |  |  |                              |  |  |                 |  |
|                               |                  | Jovanka Milovanović | Mladen Milovanović |  |  |                              |  |  |                 |  |
|                               |                  | Jovanka Milovanović | Mladen Milovanović |  |  |                              |  |  |                 |  |
|                               |                  | Jovanka Milovanović | Bosiljka           |  |  |                              |  |  |                 |  |
|                               |                  | Jovanka Milovanović |                    |  |  |                              |  |  |                 |  |